# UCI Women's ProSeries
De UCI Women's ProSeries is sinds 2020 een internationale wielercompetitie voor vrouwen georganiseerd door de UCI. De Women's ProSeries is na de UCI Women's World Tour de belangrijkste wielercompetitie. De meeste wedstrijden die opgenomen zijn in de competitie zijn de oorspronkelijk grootste wedstrijden uit de UCI Continentale circuits. De Ronde van Emilia is de enige wedstrijd die in alle edities van deze competitie werd verreden.

## Jaren

### 2020
In 2020 bestond de kalender van de Women's ProSeries uit acht wedstrijden, waarvan drie eendagswedstrijden en vijf meerdaagse wedstrijden. De openingskoers werd in Australië verreden. Van de zeven Europese wedstrijden werd vanwege de coronapandemie alleen nog de Italiaanse eendagskoers Ronde van Emilia verreden, de andere zes werden afgelast.

### 2021
Op de kalender van 2021 werden vanwege de nog steeds heersende coronapandemie zes Europese wedstrijden geplaatst, waarvan Nokere Koerse, Festival Elsy Jacobs en Ronde van Thüringen ook in 2020 op de kalender stonden.

### 2022
In 2022 stonden er opnieuw acht koersen op de kalender, waaronder nieuwkomers Dwars door Vlaanderen, Brabantse Pijl en Ronde van Zwitserland.

### 2023
In 2023 stonden er opnieuw acht koersen op de kalender, waaronder nieuwkomers Wielerweek van Valencia en Clásica Féminas de Navarra. Omloop Het Nieuwsblad en Ronde van Zwitserland werden gepromoveerd naar de UCI Women's World Tour.

### 2024
In 2024 verdween het Festival Elsy Jacobs uit de ProSeries. De GP Ciudad de Eibar, Ronde van de Drie Valleien en de Grote Prijs van Stuttgart traden toe, wat het totaal op tien bracht.

### 2025
In 2025 traden de Schwalbe Women's One Day Classic, de Ronde van Valencia, de GP Oetingen, de Veenendaal-Veenendaal Classic en de Grote Prijs van Fourmies toe tot de ProSeries.

## Wedstrijden
| Land                 | Wedstrijd                        | Jaar                               |
| -------------------- | -------------------------------- | ---------------------------------- |
| Vlag van Australië   | Tour Down Under                  | 2020, 2021                         |
| Vlag van Italië      | Ronde van Emilia                 | 2020, 2021, 2022, 2023, 2024, 2025 |
| Vlag van Nederland   | EasyToys Bloeizone Fryslân Tour  | 2020                               |
| Vlag van Spanje      | Ronde van Burgos                 | 2020                               |
| Vlag van Spanje      | Clásica San Sebastián            | 2020                               |
| Vlag van België      | Nokere Koerse                    | 2020, 2021, 2022, 2023, 2024, 2025 |
| Vlag van Luxemburg   | Festival Elsy Jacobs             | 2020, 2021, 2022, 2023             |
| Vlag van Duitsland   | Ronde van Thüringen              | 2020, 2021, 2022, 2023, 2024, 2025 |
| Vlag van België      | Omloop Het Nieuwsblad            | 2021, 2022                         |
| Vlag van Italië      | Giro Rosa                        | 2021                               |
| Vlag van Italië      | Grote Prijs Bruno Beghelli       | 2021                               |
| Vlag van België      | Dwars door Vlaanderen            | 2022, 2023, 2024, 2025             |
| Vlag van België      | Brabantse Pijl                   | 2022, 2023, 2024, 2025             |
| Vlag van Zwitserland | Ronde van Zwitserland            | 2022                               |
| Vlag van Spanje      | Wielerweek van Valencia          | 2023, 2024, 2025                   |
| Vlag van Spanje      | Clásica Féminas de Navarra       | 2023, 2024, 2025                   |
| Vlag van Spanje      | GP Ciudad de Eibar               | 2024, 2025                         |
| Vlag van Duitsland   | Grote Prijs van Stuttgart        | 2024, 2025                         |
| Vlag van Italië      | Ronde van de Drie Valleien       | 2024, 2025                         |
| Vlag van Australië   | Schwalbe Women's One Day Classic | 2025                               |
| Vlag van Spanje      | Ronde van Valencia               | 2025                               |
| Vlag van België      | GP Oetingen                      | 2025                               |
| Vlag van Nederland   | Veenendaal-Veenendaal Classic    | 2025                               |
| Vlag van Frankrijk   | Grote Prijs van Fourmies         | 2025                               |

Schwalbe Women's One Day Classic · 
Ronde van Valencia · 
Wielerweek van Valencia · 
GP Oetingen · 
Nokere Koerse · 
Dwars door Vlaanderen · 
Brabantse Pijl · 
Clásica Féminas de Navarra · 
Veenendaal-Veenendaal Classic · 
Ronde van Thüringen · 
GP Fourmies · 
Grote Prijs van Stuttgart · 
Ronde van Emilia · 
GP Ciudad de Eibar · 
Ronde van de Drie Valleien